# Phaulopsis
Phaulopsis es un género de plantas con flores perteneciente a la familia Acanthaceae. El género tiene 46 especies de hierbas descritas y de estas, solo 15 aceptadas. Son naturales de las zonas tropicales de India África, e Islas Mascareñas.

## Taxonomía
El género fue descrito por  Carl Ludwig Willdenow y publicado en Species Plantarum. Editio quarta 3: 4, 342. 1800[1799]. La especie tipo es: Phaulopsis parviflora Willd.

## Especies
| - Phaulopsis aequivoca - Phaulopsis barteri - Phaulopsis ciliata - Phaulopsis dorsiflora - Phaulopsis gediensis - Phaulopsis grandiflora - Phaulopsis hispida - Phaulopsis imbricata - Phaulopsis inaequalis | - Phaulopsis latiloba - Phaulopsis longifolia - Phaulopsis major - Phaulopsis marcelinoi - Phaulopsis pulchella - Phaulopsis savannicola - Phaulopsis semiconica - Phaulopsis symmetrica - Phaulopsis verticillaris |

- Lista de especies